# 麒麟門駅
麒麟門駅（きりんもんえき）は、中華人民共和国江蘇省南京市江寧区寧杭公路と開城路の交差点の南東側にある、南京地下鉄S6号線の駅である。

## 駅名
駅名については、事業着手当初は南京地下鉄集団は「麒麟鎮駅」の仮称を用いており、2020年7月2日に「麒麟門駅」を駅名として第一次公示され、2020年8月17日に駅名が「麒麟門駅」に決定したことが発表された。

## 歴史
- 2021年12月28日S6号線の駅として開業。

## 駅構造

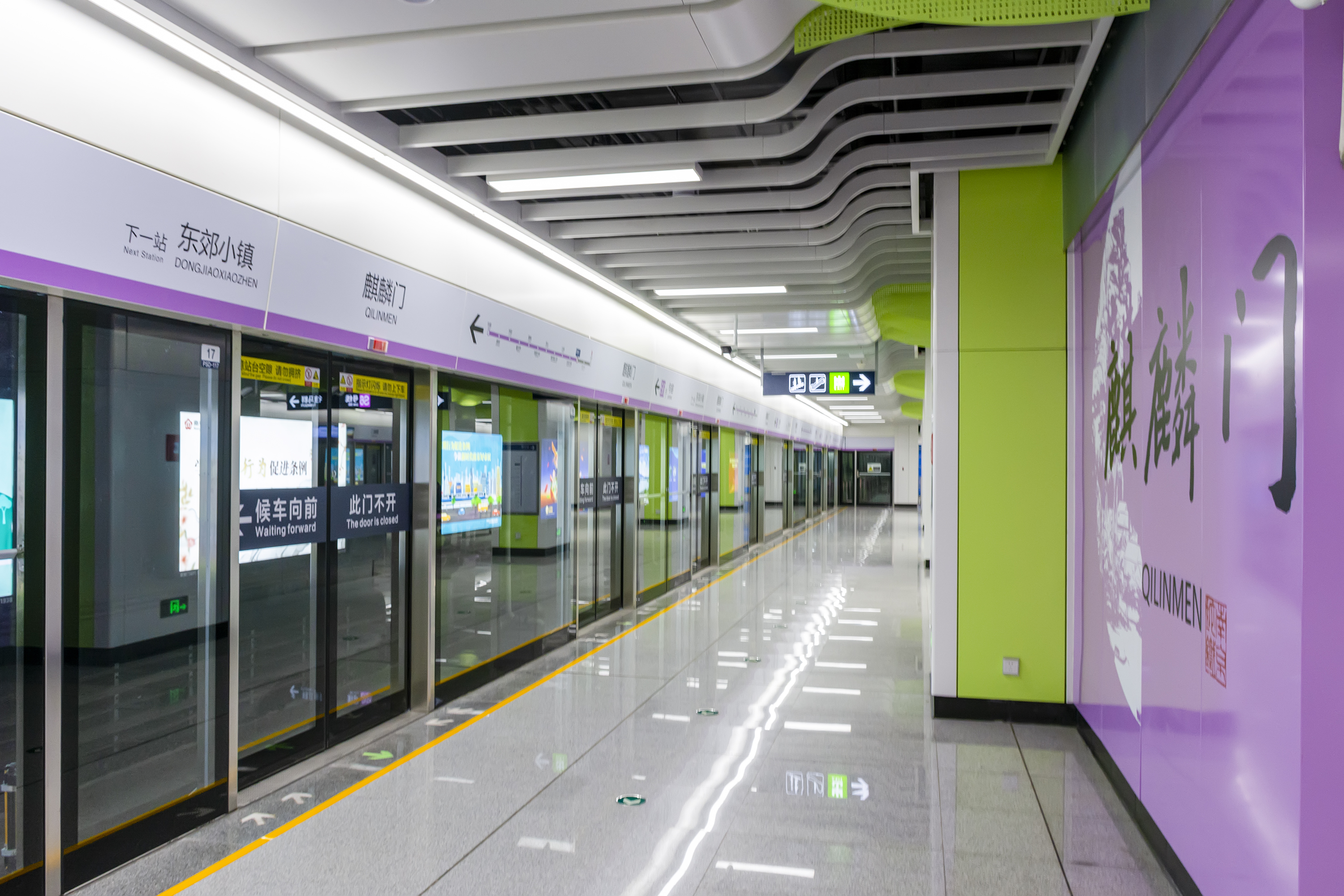
ホーム

島式ホーム1面2線の地下2層構造の駅である。

### のりば
| 番線 | 路線             | 方面                                 | 行先     |
| ---- | ---------------- | ------------------------------------ | -------- |
|      | 南京地下鉄S6号線 | 百水橋・馬群・顧家営・晏公廟 方面    | 長巷行き |
|      | 南京地下鉄S6号線 | 南京猿人洞・湯山・泉都大街・句容方面 | 茅山行き |

## 駅周辺
- 江蘇省南京工程高等職業学校
- 南京工業技術学校
- 麒麟門市民広場
- 奇石公園

## 隣の駅
南京地下鉄
■S6号線
百水橋駅- 麒麟門駅 - 東郊小鎮駅